# عبد القادر العلام (عقيد مغربي)
عبد القادر العالم ولد في 20 سبتمبر 1926 في سيدي قاسم وتوفي في أكتوبر 1973، هو عقيد سابق في القوات المسلحة الملكية المغربية. عرف كبطل في المغرب. عبد القادر هو لاعب كرة قدم ومدرب لنادي الاتحاد القاسمي.